# Aetheomorpha bifurcata
Aetheomorpha bifurcata es un coleóptero de la familia Chrysomelidae.
Fue descrita científicamente por primera vez en 2001 por Medvedev.